# 徐向前
徐 向前（じょ こうぜん、1901年11月8日 - 1990年9月21日）は、中華民国・中華人民共和国の軍人・政治家。中華人民共和国建国の功労者であり、中華人民共和国元帥に列せられる。本名は徐象謙、字は子敬。

## 経歴
地主の家庭で生まれ、1919年（民国8年）に太原の師範学校に入学。1924年（民国13年）には広東省黄埔軍官学校に入学して一期生となり、卒業後は国民党軍として北伐にも参加している。1927年（民国16年）に中国共産党に入党、広州コミューンに参加した。
中華ソヴェト政府副主席の張国燾とともに徐海東が組織した工農軍に参加、河南・湖北・安徽にまたがる鄂豫皖ソヴェト政府を組織した。第四方面軍を建軍し総司令に就任した。国民政府の攻撃を避けるべく西部地区へ退却するもその後勢力を回復、1935年（民国24年）には四川省北部で十万を擁する大軍となった。四川省毛児蓋において長征途上の毛沢東・朱徳・周恩来率いる第一軍と合流したが、ここで北進するか四川残留かの軍方針を巡り毛沢東と張国燾が対立、毛沢東ら第一軍は北進し、甘粛省を越えて陝西省へ向かったが、徐向前は張国燾に従い、朱徳・李先念とともに四川省に残留した。のち賀竜率いる第二軍と遭遇したが統一行動を採用ぜずに個別行動としたため徐向前率いる軍隊は壊滅的被害を受け、組織系統を失いながら延安に到着している。
1937年（民国26年）に延安で開催された中央委員会で張国燾はその軍事行動を非難され離党することとなった。張に従った徐は問責されなかったが、毛沢東の批判を受けて降格処分を受けている。

### 日中戦争
第二次国共合作後、中共中央革命軍事委員会委員に就任、山西省で閻錫山を説得して抗日戦線での共同作戦を行うことに成功している。1937年（民国26年）8月、八路軍第129師副師団長に任命され、1938年（民国27年）4月、第129師と第115師を率いて河北省南部に侵入し、冀南抗日根据地を樹立した。1939年（民国28年）6月、山東省に移動し、八路軍第1縦隊司令員となる。1942年（民国31年）、陝甘寧晋綏連防軍副司令員、抗日軍政大学校長代理。

### 国共内戦
1945年（民国34年）に再発した国共内戦では、晋冀魯豫軍区副司令員、華北軍区副司令員兼第1兵団（後に人民解放軍第18兵団に改称）司令員兼政治委員となった。1948年3月から5月まで、臨汾戦役を指揮して臨汾城を攻略した。6月から7月まで、晋中戦役を指揮して6万の兵力で10万の敵軍を撃滅し、14市を解放した。
1948年10月から1949年4月初めにかけて、病を得ながらも、太原前線司令部司令員兼政治委員、中共太原前線総前委書記として、閻錫山との間の戦闘（太原戦役）を指揮した。省都太原を包囲すると閻錫山は飛行機で脱出、太原を解放した。

### 中華人民共和国成立後
1949年10月1日に中華人民共和国の建国が宣言されると総参謀長に就任。1954年、中央人民政府人民革命軍事委員会副主席、国防委員会副主席。1955年に中華人民共和国元帥（序列第8位）、1966年には党中央委軍事委員会副主席に就任した。

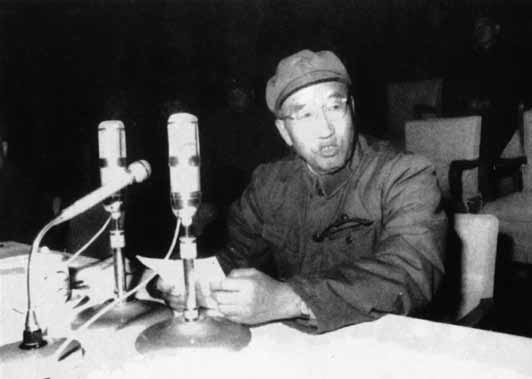
スポーツ関係の会合に出席（1966年）

文化大革命期間中は1967年1月に人民解放軍文革小組組長に就任。同年の「二月逆流」で江青ら文革小組と対立、首謀者の一人とされ4月に解任され、1968年から1969年にかけて北京の機関車車両工場での労働に従事した。
1975年に復活して全人代常務委副委員長。1978年3月、国務院副総理兼国防部長に就任し、1980年まで務めた。1983年6月から1988年4月まで、中華人民共和国中央軍事委員会副主席。1990年9月21日、北京にて満88歳で死去。
第7期～第12期中央委員。第8期（11中全会補選）、第11期、第12期中央政治局委員。

## 著作
- 「徐向前軍事文選」
- 「歴史的回顧」